# Bahnbetriebswerk Minden

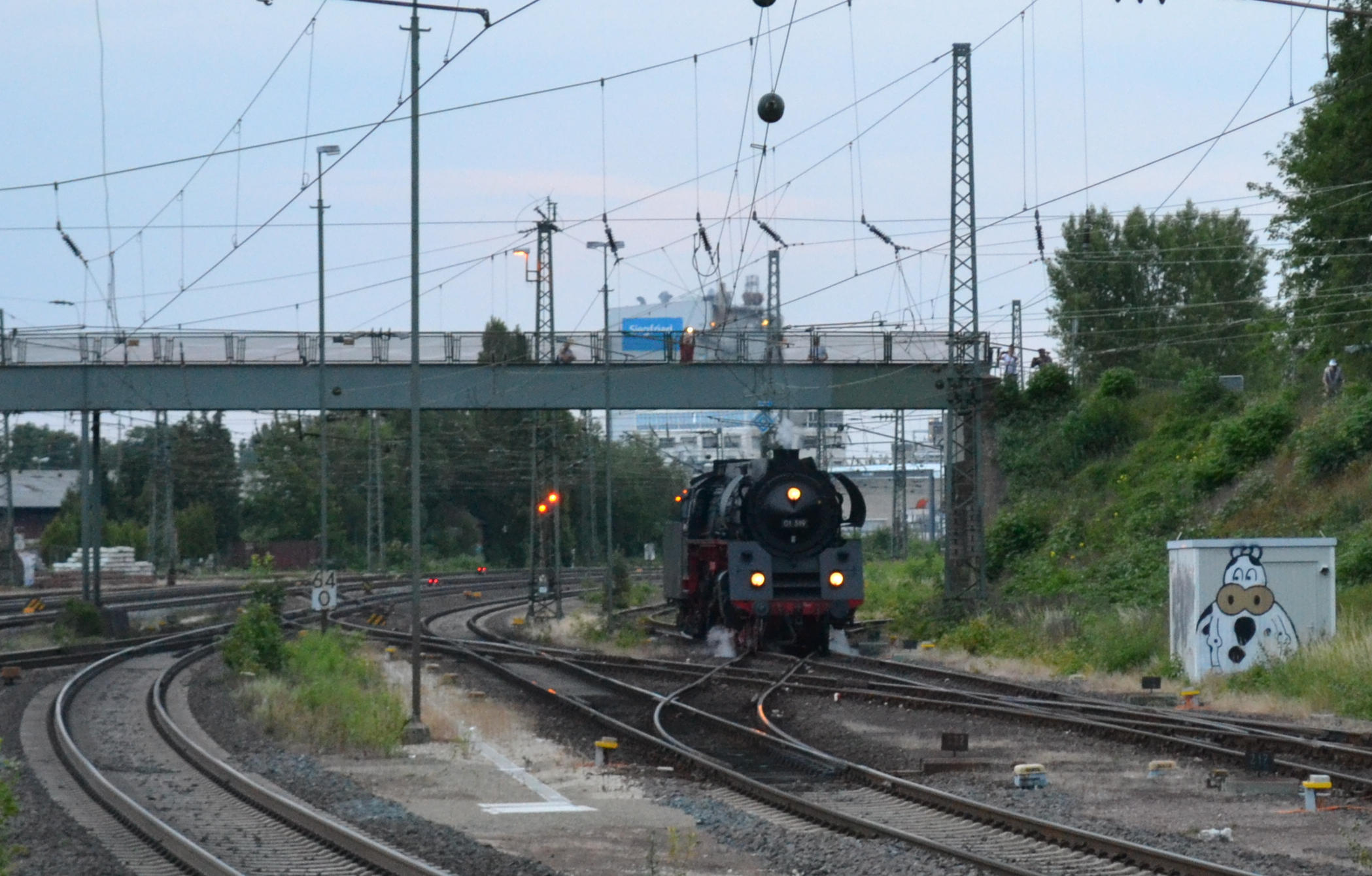
Dampfzuglok 01 519 am 16. Juni 2018 auf dem Gleis zum Bahnbetriebswerk Minden

Das Bahnbetriebswerk Minden wurde 1884 nördlich vom Bahnhof Minden eingerichtet und bis 2007 betrieben. Es gehörte zuletzt zur Bahndirektion Hannover.

## Geschichte
Die beiden den Bahnhof Minden nutzenden Köln-Mindener Eisenbahn-Gesellschaft und Königlich Hannöversche Staatseisenbahnen wurden nach der Annexion des Königreichs Hannover 1866 den Preußischen Staatseisenbahnen zugeschlagen. Die 1873 erfolgende Auflösung der Festung Minden eröffnete Freiräume, um innerhalb der nördlich vom Bahnhof verlaufenden Kurve der Strecke ein Bahnbetriebswerk einzurichten. Neben zwei großen, 50-ständigen Ringlokschuppen wurden Werkstätten und Kohlenlager sowie Bekohlungsanlagen eingerichtet. 
Im Zweiten Weltkrieg wurde das Bahnbetriebswerk Minden nur geringfügig beschädigt, so dass der Betrieb schnell wieder aufgenommen werden konnte. Es wurden neben der Wartung der Dampflokomotiven von hier aus auch hochwertige Züge eingesetzt. 1967 waren hier 50 Lokomotiven, in erster Linie Dampfloks stationiert.
Infolge der Elektrifizierung der umliegenden Eisenbahnstrecken um 1968 verringerte sich der Umfang der Aufgaben für das ursprünglich für die Dampflokwartung angelegte Werk. Bedingt durch den Traktionswechsel wurde am 28. September 1969 der reguläre Betrieb eingestellt und die zugehörigen Dampfloks dem Bahnbetriebswerk Lehrte zugewiesen. Mit wechselnden Zuständigkeiten  wurden die Anlagen noch bis 2007 betrieben. Die Bauten wurden größtenteils bis auf die Drehscheibe abgerissen, letztere zunächst noch von der Versuchsanstalt des Eisenbahnzentralamtes Minden benutzt.